# Paul Carrigill
Paul Carrigill (23 augustus 1958) is een Engelse golfprofessional. Hij groeide op in Dewsbury en woont in Leeds.
Carrigill won in 1980 de vijfde editie van de Tourschool, die toen bestond uit twee groepen, die ieder om 35 plaatsen speelden. Hij speelde dus sinds 1981 op de Europese Tour maar heeft er nooit een overwinning behaald. Zijn eerste top-10 plaatsen waren een achtste plaats bij de Lawrence Batley Internationa en een derde plaats bij het Portugees Open in 1983. Na 1987 verloor hij zijn speelrecht, maar in 1989 had hij het weer terug. Dat jaar werd hij tweede bij het Spaans Open op El Saler achter Bernhard Langer.
In 1991 besloot hij in januari eerst een paar toernooien in Afrika te spelen. Bij het Zambia Open werd hij tweede achter David R Jones maar dat was meteen het laatste succes van het jaar. In 1992 verdeelde hij zijn tijd tussen de Europese Tour en de Challenge Tour en in 1993 speelde hij alleen nog maar op de Challenge Tour, waar hij dat jaar vier top-10 plaatsen haalde. Daarna speelde hij niet meer op de Tour. Hij ging les geven op Golfclub Bad Munstereifel in Duitsland.
Tegenwoordig is Paul Carrigill toernooidirecteur bij de Europese PGA Tour. Hij treedt ook regelmatig op als referee, in 2011 was het de zesde keer dat hij als zodanig naar het KLM Open kwam, nadat hij vroeger als speler er acht keer aan mee had gedaan.